# Vogueing

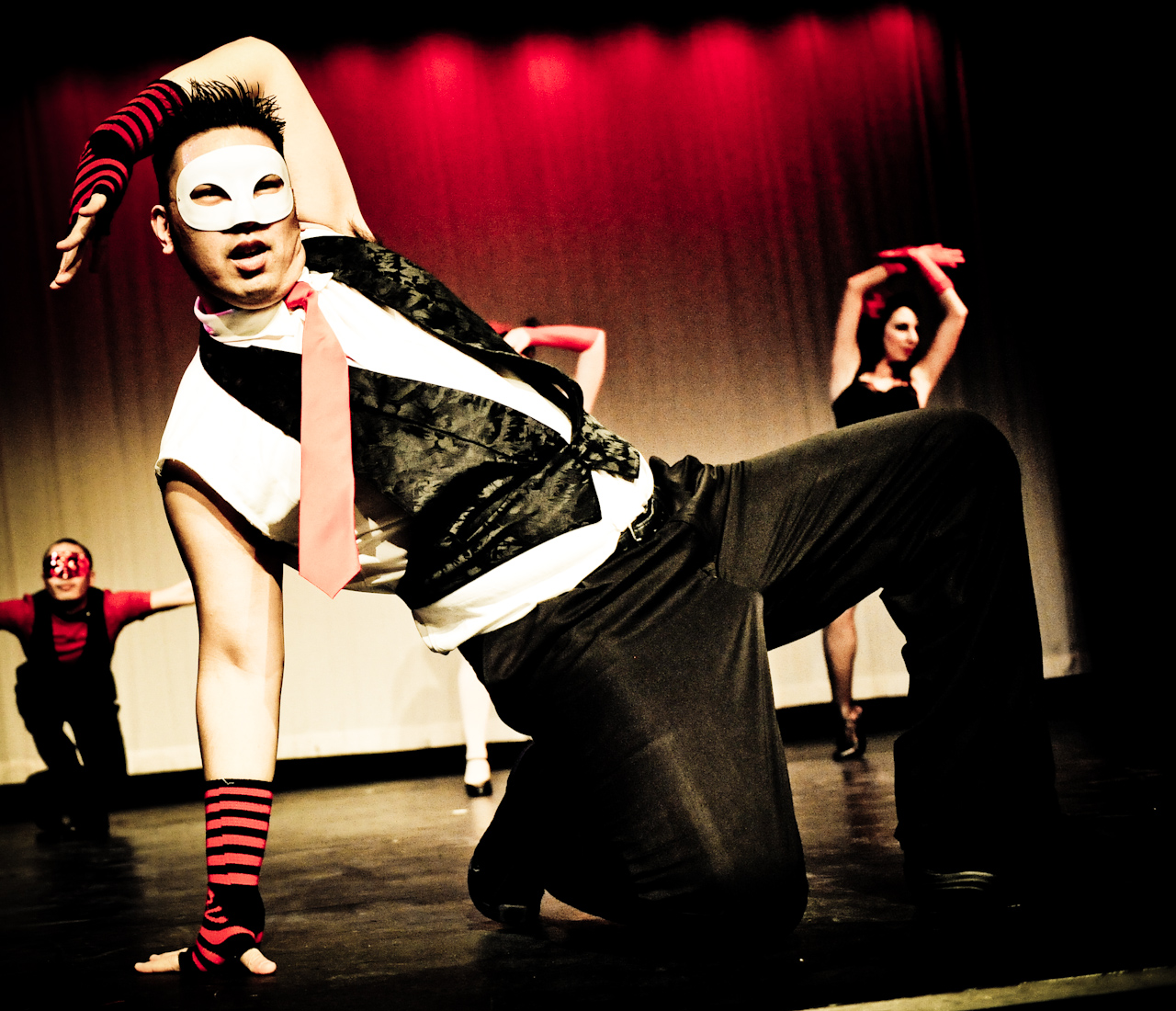
Esempio di vogueing

Il vogueing (o voguing) è uno stile di danza contemporanea, nato nei locali gay frequentati da latinoamericani e da afroamericani già dai primi anni sessanta, in cui veniva originariamente chiamato «presentazione» e più tardi «performance»; con gli anni questa danza si è evoluta nello stile più intricato e illusorio chiamato "vogue".
Prima Malcolm McLaren con i video Deep in Vogue e Waltz Darling nel 1989, poi Madonna con il videoclip Vogue, nel 1990, il ballo diviene un fenomeno di costume degli anni novanta. È uno stile in continua evoluzione praticato perlopiù nelle cosiddette ballroom (competizioni con sfilate e più tardi anche il voguing all'interno di locali gay) in alcune tra le principali città degli Stati Uniti, come New York, Atlanta, Los Angeles, Filadelfia, Washington, Miami, Detroit e Chicago.

## Stile
Il Voguing consiste, in origine, nell'imitare con gesti angolari e fluidi le pose plastiche dei modelli che appaiono nelle sfilate, simboleggiate dalle copertine del noto magazine americano di moda Vogue, da cui la danza prende il nome. Il Voguing guadagnò ulteriore attenzione quando venne inserito nel documentario Paris Is Burning. Questo stile è tornato all'attenzione del pubblico nel nuovo millennio grazie ai Vogue Evolution, crew partecipante alla quarta edizione di America's Best Dance Crew.
Nella seconda metà degli anni 2000, si ritrova gran parte dell'essenza del voguing nell'electro dance, ballo proveniente dalle periferie delle città francesi. Infatti il Voguing fu uno degli stili di ballo che contribuirono alla nascita e allo sviluppo dell'Electro Dance, sebbene adesso sia difficile intravedere le tracce di Voguing, a causa dello sviluppo che il Movimento Electro ha avuto. Sono tuttora identificati quattro stili di Voguing:
- Old Way (prima del 1990);
- New Way (post 1990);
- Vogue Femme (risalente circa al 1995);
- Runway.

È da notare come i termini "Old Way" e "New Way" siano generazionali, in quanto ogni generazione si riferisce a se stessa come "New Way" e alla precedente come "Old Way".

### Old Way
È caratterizzato dalla formazione di linee, simmetrie e dalla precisione in un'esecuzione aggraziata e fluida. Nella sua forma storica più pura si configura come duello tra due rivali. Nella tradizione uno dei due rivali deve bloccare l'altro a terra o contro un muro di modo da limitarne i movimenti mentre il primo esegue Hand Performance (movimenti di mani).

### New Way
Caratterizzato da movimenti più rigidi e geometrici, incorpora contorsioni degli arti e controllo delle braccia, che include spesso tutting e locking. Il New Way può essere anche descritto come una forma modificata di mimo in cui il voguer crea con il corpo forme geometriche mosse intorno al suo corpo progressivamente per mostrare la destrezza e la memoria dell'esecutore.

### Vogue Femme
Stile più recente dell'Old Way, il Vogue Femme (dalla parola francese "femme", ovvero "donna") è uno stile sviluppato principalmente dalle Femme Queen, donne transgender protagoniste della Ballroom scene. Rispetto all'Old Way risulta più fluido, con movimenti appositamente femminili in modo esagerato spesso influenzati dalla danza classica e moderna. Il Vogue Femme si divide in Dramatics, più atletico e che richiede maggior forza e resistenza fisica, includendo diversi tipi di acrobazie, e Soft and Cunt, dove il voguer si muove in modo più aggraziato e femminile, incorporando spesso elementi di danza classica. In entrambe le varianti la danza si divide in sei elementi:
1. Hands: Nella performance, le mani del performer spesso raccontano una storia. Hands è l'elemento fondamentale per aggiungere espressività alla performance interagendo con l'avversario durante una battle (cfr. "throwing shade").
2. Catwalk
3. Duckwalk
4. Spins and Dip
5. Floor Performance

Runway è uno degli stili di Voguing ispirato alle sfilate delle modelle sulle passerelle, solitamente sono richiesti outfit particolari e colori. Coloro che vi partecipano utilizzano il loro stile non per mostrare più di tanto l'outfit, ma principalmente l'attitude facendo risaltare loro stessi e allo stesso tempo cercando di annebbiare (SHADE) gli altri.

## Houses
Le competizioni formali vengono organizzate dalle "houses", collettivi di persone LGBT strutturati in modo simile ad una famiglia, che prendono spesso il nome da stilisti famosi. Esempi di "house" sono: House of Allure, House of Aviance, House of Balenciaga, House of Ebony, House of Evisu, House of Garcon, House of Herrera, House of Icon, House of Milan, House of Mizrahi, House of Ninja, House of Prodigy, House of Revlon, House of Xtravaganza House of Zion,House of Labeija ed altre.
Le Houses si suddividono in due categorie: le major houses e le kiki houses. Le Major house son le famiglie più grandi, come quelle sopra elencate, che con il tempo si sono sparse in tutto il mondo creando dei Chapter (capitoli) in ogni paese in cui si sono diffuse. Chapter russo, Chapter italiano, ecc.
Le Kiki houses sono, invece, piccole house create da insegnanti con molta esperienza e che acquisiscono una carica di leggenda e, solo agli inizi, sono piccole houses che sono situate in pochissimi Chapter.
All'interno delle house vi sono una mother e/o un father che appunto rappresentano la mamma e il papà della "famiglia di casa" perché appunto le house sono come vere e proprie famiglie.
La House of Ninja, probabilmente la più importante, fu fondata da Willi Ninja, considerato il padrino del voguing per eccellenza. I membri di una House vengono chiamati "children" («figli» o «bambini»), che spesso modificano legalmente il proprio cognome per mostrare affiliazione alla propria House. Nella competizione, i voguer vengono valutati da una giuria prima di essere ammessi alla sfida; questo procedimento è chiamato «to get their 10's» (letteralmente «prendere i loro 10»).

### Status - LLS
Nella ballroom scene ci si può riferire a chi partecipa alle competizioni tramite degli status, che sono Star, Statement, Legend, Icon e Hall of Famer. Se si viene notati e si diventa famosi, oltre a vincere molto nella propria categoria, si viene definiti «Star». Dopo cinque anni di vittorie frequenti ed avendo preso visibilità si viene chiamati «Statement». Dopo dieci anni passati ad accumulare visibilità e ad essersi resi famosi in tutto il paese si acquisisce il titolo di «Legend» o «Legendary», mentre dopo venti anni si diventa «Icon» o «Iconic». Un «Hall of Famer» è colui che rimane nella storia come uno dei migliori che abbiano mai preso parte alle competizioni.

## Diffusione
Il voguing si è esteso dalle ballroom diffondendosi in tutti gli Stati Uniti, con competizioni che si svolgono in diverse parti di questi ultimi. Per quanto la capitale di questo stile sia New York, vi sono anche capitali "regionali" per le varie zone degli USA, come Chicago, Atlanta e Los Angeles, tutte situate in punti diversi.
Anche a Londra si sono diffuse le ballroom, per quanto si concentrino non tanto sulle competizioni di voguing, quanto sulla Runway, competizione di sfilate.
Molti artisti, in particolare donne, hanno incorporato il voguing nei loro videoclip. Leiomy Maldonado, membro transgender dei Vogue Evolution, ha reso popolare il suo passo personale, la "Leiomy Lolly", incorporata nei videoclip If U Seek Amy di Britney Spears e Videophone di Beyoncé; il video di Willow Smith Whip my hair contiene un cameo della Leiomy. Lil Mama e Chris Brown hanno incorporato una Dip nel videoclip di Shawty Get Loose.

## Vogue-abolario
- Arm Control: una categoria dedicata esclusivamente alla destrezza e coordinamento dei movimenti del braccio e del polso, giochi di mani e illusioni ottiche.
- Ball: sfida tra voguer, sia dentro che fuori da una pista da ballo.
- Box Dip: posa di contorsione eseguita a terra che consiste nel posizionare gli avambracci sul pavimento, gambe sopra la testa e con i piedi piantati a terra.
- Cat-walk: camminata con nonchalance.
- Clicking: una contorsione che coinvolge le braccia portate fino sopra la testa e giù dietro la schiena, mantenendo le mani unite.
- Drammatics: un performer (Vogue Femme) con un'esecuzione Dramatic pieno di acrobazie e con un'attitude opposta al Soft'n Cunt.
- Dip: esecuzione di una caduta al suolo, possono essere di diverso tipo.
- Duck-walk: camminata eseguita da accovacciati muovendo velocemente i piedi rimanendo sulle punte.
- Hairpin: estrema contorsione a terra in cui il sedere tocca la testa.
- Hand performance: performance eseguita utilizzando solo le mani creando illusioni ottiche o figure geometriche.
- Kansai: una dip "Old Way", ispirata a un manichino in una vetrina di una boutique di Kansai Yamamoto (New York, intorno al '70).
- Leiomy Lolly: passo che prende nome da Leiomy Maldonado e consiste nell'ondeggiare il bacino accompagnando con un movimento di spalle ed enfatizzandolo con la testa (specie on un'acconciatura a coda alta).
- Lofting: ballo eseguito da "banjie" o ragazzi etero che combina movimenti di mani e breakdance. Prende nome dall'ormai chiuso club di New York dove è stato praticato (The Loft).
- Makeveli: una "suicide-dip", che richiede una caduta a terra, atterrando sulla schiena, utilizzando una gamba come leva.
- Pop, Dip e Spin: nome utilizzato in precedenza per il "voguing", con uno stile acrobatico e grazioso e passi che si alternano tra le pose in piedi e a terra.
- Pyramid: performance eseguita da diversi voguer, posti uno davanti all'altro su diversi livelli (in ginocchio, accovacciato, in piedi..).
- Scorpion: una dip "Old Way" in cui si effettua da proni con una gamba penzoloni sopra la testa, imitando la coda dello scorpione.
- Shwam!: esclamazione del presentatore quando un concorrente esegue una suicide-dip, detto anche Shablam!.
- Soft'n Cunt: un performer (Vogue Femme) con un'esecuzione morbida e delicata.
- Verbal Vogue: una categoria creata per testare l'ingegno e la prontezza nell'arte degli insulti. I concorrenti sono spesso fatti sedere e si passano il microfono per "umiliarsi" a vicenda.
- Vogue Femme: Uno stile che prende le "tecniche" da Femme Queen e le enfatizza: movimento d'anca, gioco di gambe a base di cha-cha (spesso in calze per migliorare il movimento dei piedi), condito con gesti classici da striptease.